# Wojciech Samotij
Wojciech Samotij est un mathématicien polonais né en 1983 qui travaille en combinatoire, théorie additive des nombres, théorie de Ramsey et théorie des graphes.

## Formation et carrière
Samoti est né à Wrocław en 1983. Samotij étudie à l'Université de Wrocław où, en 2007, il obtient son Master of Science en mathématiques et en informatique. Il obtient un Ph. D.  en 2011 à l'université de l'Illinois à Urbana-Champaign avec une thèse intitulée Extremal Problems In Pseudo-random Graphs And Asymptotic Enumeration, sous la direction de József Balogh. Entre 2010 et 2014, il est post-doct à l'université de Tel Aviv, puis chercheur au Trinity College de Cambridge jusqu'en 2014. Il est depuis professeur associé à l'université de Tel Aviv.
Ses domaines d'intérêt incluent diverses branches de la combinatoire extrémale et combinatoire probabiliste et la théorie de Ramsey, ainsi que certains sujets de la théorie des grandes déviations, de la mécanique statistique et de la théorie additive des nombres.

## Prix
Il a reçu le prix Kuratowski en 2013, le prix européen de combinatoire en 2013, le prix George Pólya 2016 et le Prix Leroy P. Steele 2024. Il est conférencier invité au congrès international des mathématiciens de Rio de Janeiro en 2018, avec une conférence conjointe avec József Balogh  et Robert Morris (The method of hypergraph containers).

## Publications (sélection)
- avec  József Balogh et Robert Morris, « The method of hypergraph containers », Proceedings of the international congress of mathematicians 2018, Sociedade Brasileira de Matemática et World Scientific, vol. IV « Invited lectures »,‎ 2018, p. 3059-3092 (zbMATH 1448.05147, lire en ligne)
- avec József Balogh, Robert Morris  et Lutz Warnke, « The typical structure of sparse {\displaystyle K_{r+1}}-free graphs », Transactions of the American Mathematical Society, vol. 368,‎ 2016, p. 6439–6485 (DOI 10.1090/tran/6552, arXiv 1307.5967)
- avec József Balogh, et Robert Morris, « Independent sets in hypergraphs », Journal of the American Mathematical Society, vol. 28,‎ 2015, p. 669–709 (DOI 10.1090/S0894-0347-2014-00816-X , arXiv 1204.6530)
- avec Noga Alon, József Balogh, et Robert Morris, « A refinement of the Cameron-Erdős conjecture », Proceedings of the London Mathematical Society, vol. 108, no 1,‎ janvier 2014, p. 44–72 (DOI 10.1112/plms/pdt033, arXiv 1202.5200)
- avec Noga Alon, József Balogh, et Robert Morris, « Counting sum-free sets in Abelian groups », Israel Journal of Mathematics, vol. 199,‎ janvier 2014, p. 309–344 (DOI 10.1007/s11856-013-0067-y , arXiv 1201.6654)
- avec Ron Peled, « Odd cutsets and the hard-core model on {\displaystyle \mathbb {Z} ^{d}} », Annales de l'Institut Henri Poincaré, Probabilités et Statistiques, vol. 50, no 3,‎ août 2014, p. 975–998 (DOI 10.1214/12-AIHP535, arXiv 1106.3594)
- avec József Balogh, « The number of {\displaystyle K_{s,t}}-free graphs », Journal of the London Mathematical Society, vol. 83, no 2,‎ avril 2011, p. 368–388 (DOI 10.1112/jlms/jdq086)

## Articles liés
- Liste de mathématiciens polonais (en)
- Combinatoire
- Théorie de Ramsey